# アルタイ (戦車)
アルタイ（Altay）とは、韓国の主力戦車K2 Black Pantherをベースとするトルコ国産戦車であり、現代ロテムの技術支援の下トルコ企業BMCで生産される。2025年から初期量産型T1×250両の量産を開始、その後発展型のT2等含め合計1000両の量産を計画している
“アルタイ”の名は、トルコ革命の最終段階で第5騎兵軍団を指揮した陸軍大将ファフレッティン・アルタイ（1880年-1974年）を記念して名付けられた

## 概要

### 火力
火器として、120mm 55口径滑腔砲、7.62mm同軸機銃及びSARPRWSを有し、VOLKAN-II射撃統制システムにてコントロールされる。120㎜砲弾積載量は40発となる。また、乗員用シミュレータシステム及び敵味方識別装置を装備している。
アセルサン製VOLKAN-II FCSに制御される360°全周旋回可能なEO/IR式車長用ペリスコープを装備しハンター・キラー能力を有する。
主砲は韓国ヒュンダイWIAの技術支援を受け開発され、トルコ国内で製造されるMKEK製120mm 55口径滑腔砲を装備している。
副兵装として7.62mm機関銃、12.7㎜重機関銃又は40㎜グレネードランチャーを装備可能なRWSを搭載する。
自動装填装置を有さず装填手を配置する4人乗りとなる。
C4Iシステムを有しデータリンクが可能。

### 防護力
ロケットサン製の複合装甲及び爆発反応装甲に加え、レーダー警報受信機と発煙弾発射装置、戦場識別装置(BTID)、アセルサン製AKKORアクティブ防護システムを装備する 。
複合装甲は韓国Samyang Comtech社から技術供与を受けたSTEEL/AL/Ceramicで構成されるKSAP特殊装甲を独自に発展させた装甲となり、車体及び砲塔正面要部に装備されている。ロケットサン製装甲は2023年4月末現在で実用化されているすべての対戦車ミサイルに耐えるよう設計されている。
車体サイドスカートにモジュール式ERAを張り巡らせており、このため車体幅は3.9mと幅広となっている。
AKKORアクティブ防護システムは砲塔4隅に装着したレーダーと連動した連装式ランチャーから発射されるグレネード、煙幕弾、電子戦システムで構成され、アルタイ全車に搭載されるとともにトップアタックATGMへの対処能力を有する。

### 機動力
初期生産T1においては、出力1,500馬力の韓国斗山インフラコア製DV27Kディーゼル及びSNTダイナミクス EST15Kオートマチックトランスミッション(前進6段、後進3段)で構成される韓国製パワーパックを搭載する。またAPUを備える。
後期量産型のT2以降にはトルコ国産パワーパックである「BATU Power Group」の搭載を予定している。
路上最高速度65km/h（不整地45km/h）、航続距離450㎞であり、60％の登坂能力（横30％）、最大4mの潜水渡渉能力を有する。
機動を容易にするためのヴェトロニクスとして、操縦手用カメラシステムに加え、SPIDER近距離監視システムを有する

## 開発
- 開発決定～ステージ1

2005年、トルコにおいて「国家戦車製造計画（トルコ語:MİTÜP – Milli Tank Üretimi Projesi）、英（National Tank Project）」が開始。トルコの戦車開発は1943年の国家戦車開発計画（トルコ語: Türk Silahlı Kuvvetlerinde zırhlı birlikler#İlk Millî tank projesi）以来となる。
2007年3月、トルコの防衛産業調達の意思決定機関である防衛産業執行委員会 (SSIK)はコンペティションを実施しオトカ社を選定。
2008年7月29日、トルコ大統領府国防産業庁（トルコ語: Savunma Sanayii Başkanlığı）（SSB）は、サカリヤ県アリフィエに所在するオトカ社工場において、同社とアルタイの設計、開発、システム統合、プロトタイプの製造と試験を担任する5億ドルの契約を締結、開発する主力戦車は「アルタイ（ALTAY）」と命名された。契約内容の概要は以下の通り。
- 78.5ヶ月（約6年半）の研究開発（R&D）期間において詳細技術の開発及び試作車を製造
- 開発はシステム要求分析、コンセプトワークからなる「ステージ１」、詳細設計段階と火力・機動試験用のpre-prototypeを開発する「ステージ２」、そして最終段階としてステージ２までの成果を反映したプロトタイプ2両を開発する「ステージ３」で構成される[26]。
- 試作車両は4両を製造[注 3]
- R&D完了後、製造企業を選定する入札を実施、その当時の時点で最新の技術に基づき量産型を製造
- アルタイ戦車の開発において生じたすべての設計および知的財産権はトルコ政府に帰属する
- 開発分担（Team ALTAY）は以下の通り
  - 全般技術支援[注 4]及び韓国製コンポーネント供給…ヒュンダイロテム
  - 韓国はトルコが戦車開発に失敗した場合、技術支援料金についてはトルコに返還する[注 5][27]。
  - MKEK（英語版）…韓国ヒュンダイWIAの技術支援[13][14]に基づく120mm 55口径砲の開発
  - アセルサン…射撃統制システム、情報通信システム等主要なサブシステムの開発
  - ロケットサン…韓国Samyang Comtech社及びPoongsan Corporation社の技術支援[17][28][29]に基づくモジュラー式装甲パッケージの開発

- ステージ2

2010年9月、アルタイの概念設計が完了。3Dモデルが公開された。車体後部にパワーパック、前部に操縦席、中央に戦闘室が配置され、砲塔内部左側に装填手、車長及び砲手が砲塔右側に配置されるレイアウトとなる。また、原型となるK2戦車と比較して転輪が7つに増え車体は延長されており、装甲防護力を高めた新設計の砲塔となる。
2010年10月、オトカ社は、ドイツMTU社とMTU MT883 Ka-501CRディーゼルエンジン及びRENK社製HSWL 295TMトランスミッションで構成されるユーロパワーパック5基（MTR、FTR及びPV1、2の各試作車用）を購入する1,200万ユーロの契約を締結。
2010年12月15日、防衛産業執行委員会 (SSIK)は、アルタイ戦車用国産パワーパックの開発開始を決定。
2011年5月10日、アセルサンは国防産業庁（SSB）と戦場識別装置(BTID) の設計・開発について契約
2011年5月11日、IDEF2011にてアルタイ戦車のモックアップを公開
2012年4月15日、オトカ社の総責任者であるSerdar Görgüçは、オトカがアルタイ戦車用として電気駆動エンジンの開発を考慮していると発表した。「内燃機関を搭載する車輌はサーマルカメラに捕捉されうる」とし、国内で開発された最初の戦車であるアルタイの次のステップは、電気モーターを備えた戦闘車両になり得るとの考えを示した。
2012年11月15日、pre-prototypeである機動試験車両「Mobility Test Rig (MTR)」、火力試験車両である「Firing Test Rig (FTR)」がロールアウト、試験を開始した。ロールアウト式典において、エルドアン大統領は2015年までに予定されていた最終的なプロトタイプ（Pilot Vehicle）2両を2015年までに取得する予定を2013～2014年に前倒しし、速やかに試験をの完了し連続生産段階に移行する考えを表明した。
2012年11月22日、サカリヤ県のオトカ社工場において2両の試作車両（MTR及びFTR）を公開、デモンストレーションを実施した。MTRについてはこの時点で2,000km以上の走行試験を実施済みであり、FTRについてはこの後数カ月間で火力性能の試験を実施する計画とされた。
2013年時点でアルタイ戦車の試作車両開発への投入額は10億ドル以上となる。
2013年、日本の三菱重工業との間でトルコ国内企業との合弁会社を設立し、ディーゼルエンジンを開発する交渉が開始されたが、第三国にこのエンジンを積んだ車両を輸出することに関して、技術流出を警戒する日本側と話が折り合わず、2014年2月末に協議は停止された。
2014年8月、トルコ国防産業次官局 (SSM) はトルコ有数のディーゼルエンジンメーカーTUMOSANとの間でアルタイ用パワーパック開発に係る契約交渉を開始
2015年3月17日、トルコ国防産業次官局 (SSM) はTÜMOSANとの間でアルタイ用ディーゼルエンジンを54か月で開発する1.9億ユーロの契約を締結。
同年10月、TÜMOSANはオーストリアのAVL社との間でパワーパック開発に係る技術サポート契約を締結したが、2016年トルコクーデター未遂事件以後、オーストリアがトルコの人権侵害に対応して動き出し、2016年11月に同国議会がトルコに対して武器禁輸措置を課す拘束力のない措置を全会一致で採択した。その結果トルコへの技術移転に関し条件が課される事となり、これによりTÜMOSANは2016年1月17日にAVLとの契約を解除した。
- ステージ3

2015年、最初のプロトタイプ（PV,Pilot Vehicle）が完成
2015年11月30日、国防産業庁（SSB）はアセルサンとAKKORアクティブ防護システムの開発について5,400万ユーロの契約を締結
2016年1月11日、アルタイのプロジェクト開発費が5億5000万ドル、戦車1両辺り1375万ドルとの見積が示され、また同2月よりトルコ東部の標高2100mの山岳地帯にあるサルムカシュ (Sarıkamış) にて冬季試験を実施した。
2016年11月7日、オトカ社は第3回陸上システムセミナーの開会式の場において、PV1が10,000kmの耐久走行テストのうち9,500kmを完了し、11月中に完了する見込みであり、またPV2が射撃試験に参加して12月までに完了する見込みであるとした。加えて2017年第1四半期にテストが完了すれば、2018年に連続生産の量産型がロールアウト可能であると発表した。
2016年11月9日、オトカ社はイスタンブールのハイテク港で開催されたMÜSİADの記者会見でプロトタイプの開発プロセスの完了と量産型の連続生産の開始を政府に申請し回答を待っている段階である旨を発表した。
2017年3月、トルコ国防産業次官局 (SSM) はTÜMOSANとの間のアルタイ用パワーパック供給契約を破棄、同14日にウクライナとの間でアルタイ用エンジン供給に係るMOUに署名した。対象となるエンジンはウクライナ軍T-80Uにも搭載されているハリコフ機械製造設計局の6TD-36気筒水平対抗ピストン2サイクルディーゼルエンジンとなる。
- 量産開発

2018年6月24日、国防産業庁（SSB）はBMC社とアルタイ量産車用国産パワーパック開発契約を締結
2018年11月9日、国防産業庁（SSB）より、競争入札の結果としてオトカ社に代わってBMC社が選定、アルタイ戦車の量産契約を締結した。この契約には250両のアルタイ初期バッチ（T1フェイズ）の製造、ライフサイクルに係るロジスティクスサポート、システム技術センターの設立とその運営が含まれる。量産初号車は18カ月後にロールアウトする予定とされたが、ドイツ製ユーロパワーパックに関する輸出規制問題等での懸念が示された。なお。T1フェイズは初期量産型であり、T2フェイズはより発展型のアルタイ戦車となる計画となる。
2019年4月30日、IDEF19においてBMCはアルタイのT1デモンストレーターを公開、ユーロパワーパック搭載でT1を40両、T2を210両生産予定とし、T1量産車は2020年5月に納入開始し、2022年2月までに全車納品完了する計画であると発表された。
2019年11月14日、エンジンやトランスミッション等の主要コンポーネントの供給に問題が発生しており、遅延が発生、18か月以内のロールアウトが困難となる。
2020年11月20日、当初はドイツ製ユーロパワーパックを量産車に採用する事を計画していたものの、シリア内戦へのトルコ軍事介入を根拠としたドイツ政府の対トルコ武器禁輸措置のためにパワーパックの入手が困難となり、また同様にフランス製の装甲技術等の主要コンポーネントへの技術アクセスが頓挫した事による遅延を解消するため、BMC社の開発チームはヒュンダイロテムを通じ、斗山インフラコア及びSNTダイナミクスとそれぞれエンジン・トランスミッションの供給に関する協議を開始した。
2021年3月8日、長らく中断していたパワーパック選定において、韓国の斗山インフラコア及びS＆Tダイナミクスと契約を結び、アルタイ用のエンジンとトランスミッションを供給を受ける合意に至った。
同月29日、国防産業庁（SSB）のデミール長官は、2021年4月からBMC社が開発した国産戦車用エンジンの試験を実施すると発表した。国防産業省は海外から購入したエンジンはアルタイ戦車の初期量産型に使用され、後期量産型に国産エンジンを搭載する方針を発表した。また、デミール長官は、斗山インフラコア及びSNTダイナミクスとパワーパックの調達数について調整を行っているとした。トルコ側は最大1000両調達予定のアルタイに対し、初期バッチT1フェーズの250両のうち、５０～１００両を韓国製パワーパックにする意向であり、当初は輸入、その後はトルコ・韓国の共同生産に移行し、最終的にはトルコ国産エンジンのバトゥを搭載したいとして交渉中である。韓国製パワーパックの適合性試験については１８カ月を予定している。
2021年5月5日、トルコ国産のアルタイ戦車用に開発中の1500馬力V型12気筒水冷式ディーゼル「BATU」の試運転に成功。
2022年5月12日現在、斗山インフラコア製DV27Kエンジンのインテグレーション試験が成功裏に終了、引き続きSNTダイナミクス EST15Kトランスミッションのインテグレーション試験を実施し、2年以内の量産開始を目指している
2022年5月13日、SNTダイナミクス EST15Kトランスミッションを搭載したアルタイのテストが開始された
2022年9月23日、国防産業庁（SSB）のデミール長官は、アルタイ戦車に韓国製パワーパックを搭載・統合する為の非常に多くのテストは順調でほぼ完了しており、試験の結果、DV27Kエンジン、EST15Kトランスミッション、冷却システムに必要な改良を実施中である事を発表した。あわせて、パワーパック供給に関する連続生産契約を締結し、2023年からアルタイ戦車の量産を開始すると発表された。
2022年10月20日、BMC社ゼネラルマネージャーのMehmet Karaaslan 氏は2023年に韓国製パワーパックを搭載した2両をトルコ陸軍に納入すると発表。トルコ陸軍によるさまざまな地形条件での運用テスト及びそのフィードバックをBMCで反映するとした。
2022年11月、第5回陸上システムセミナーにおいて、アセルサン製のアルタイ戦車用射撃統制システムVolkan-IIが最終テスト中であり、2022年末までに開発完了する予定であると明らかになった。
2023年1月9日、エルドアン大統領はアルタイMBTは2023年5月に量産仕様車2両を軍およびパワーパック企業に納入しテストを実施、その後2025年より連続生産を実施すると発表した。パワーパックはドーサンインフラコア製DV27KディーゼルエンジンとSNTダイナミクス EST15Kトランスミッションからなる韓国製パワーパックとなるとともに、長期の開発期間により時代遅れとなった各種サブシステムを新型に換装した仕様となる。また、サカリヤに設立予定だったアルタイ量産工場は、新たな決定に沿ってBMCによりアンカラに設立されると発表された。
2023年1月26日、アセルサンは主契約者BMCとの間で、重要コンポーネントとメンテナンス、トレーニングに係る8億4100万ユーロ相当の契約を締結。
2023年1月30日、韓国SNTダイナミクス社と主契約者BMCとの間で、アルタイ戦車用SNTダイナミクス EST15Kトランスミッションの輸出に関する契約を締結。契約規模は2億ユーロ。契約実施までの間、アルタイ戦車に本トランスミッションを搭載した8カ月のテストを実施し、1日あたり約200kmの不整地走行を実施していた。テストにおいては、前・後進加速性能、最高速度、制動距離、旋回性能、縦・横傾斜地登板試験等の評価試験項目を実施しパスした。また契約には2028～2030年の間に1億3090万ユーロ規模の追加購入のオプション条項が含まれる。フィールドテストは2025年まで継続される予定。
なお、当該契約にて供給されるEST15Kトランスミッションは90基であり、150基追加調達のオプション条項を含む。
2023年2月2日、韓国斗山インフラコア社は主契約者BMCとの間で、DV27Kディーゼルエンジンの輸出に関する契約を締結。契約規模は3131ウォンで、2028～2030年の間の追加購入2029億ウォン分のオプション条項が含まれる。2025年下半期から3年間にわたり順次供給される計画。また、同日ヒュンダイロテムはBMCと油気圧サスペンションの輸出に関する1741億4344万ウォンの契約を締結。2027年までに納品される。
2023年2月1日、アルタイ戦車用の1500馬力エンジンとトランスミッションで構成されるトルコ国産の「BATU Power Group」について、トランスミッション部の可動試験を開始。
2023年3月23日、BMC社が主催するメディア会議において「新アルタイ（Yeni Altay）」×2両を2023年4月23日に軍に納入、2024年まで軍によるテストを実施し、2025年からアンカラのBMC新工場で量産が開始されると発表された。年間生産数は100両を予定し、内25～30両は輸出に回される。2026年後半からはトルコ国産の「BATU Power Group」への換装を目指すとした。量産型のYeni AltayはT1デモンストレーターに対し、シリア内戦の戦訓を反映した改良を行うとともに、各種コンポーネントのさらなるトルコ内製化を図ったモデルとなる。
2023年4月22日、量産仕様のYeni Altay×2両がトルコ陸軍に納入された。
Yeni Altayは既に韓国製パワーパックを搭載した1年のテストパスしているものの、2013年の試作車開発から10年以上かけたトルコ陸軍の実戦運用における教訓を反映した新開発の各種サブシステムのテストのため、約2～2.5年間、6000項目の追加試験を実施される予定である。
2025年2月24日、トルコ大統領府国防産業庁（SSB）は、アルタイ戦車の量産型の納入が開始されたと公表した。

## 派生型

### Otokar試作車両群
開発された試作車両は以下の通り、試作車両は全てOtokar社製かつドイツ製ユーロパワーパック搭載となる。
- Mobility Test Rig（MTR）…機動試験車両
- Firing Test Rig（FTR）…火力試験車両
- PV (Pilot Vehicle) [10]
  - PV1とPV2の2両が製造
  - 火力… 120mmL/55滑腔砲1門、砲手と指揮官の両方にハンターキラー機能有する昼夜兼用照準眼鏡、またアセルサン製Volkan-IIIFCSを搭載
  - 装甲防護力…モジュラー式複合装甲を装備
  - 機動力…最高速度65km/h、水深4.1mの渡渉能力を備える。加速能力は0-32km/hを6秒、60%縦勾配と30％の横勾配を機動可能である。

### BMC製造バリエーション

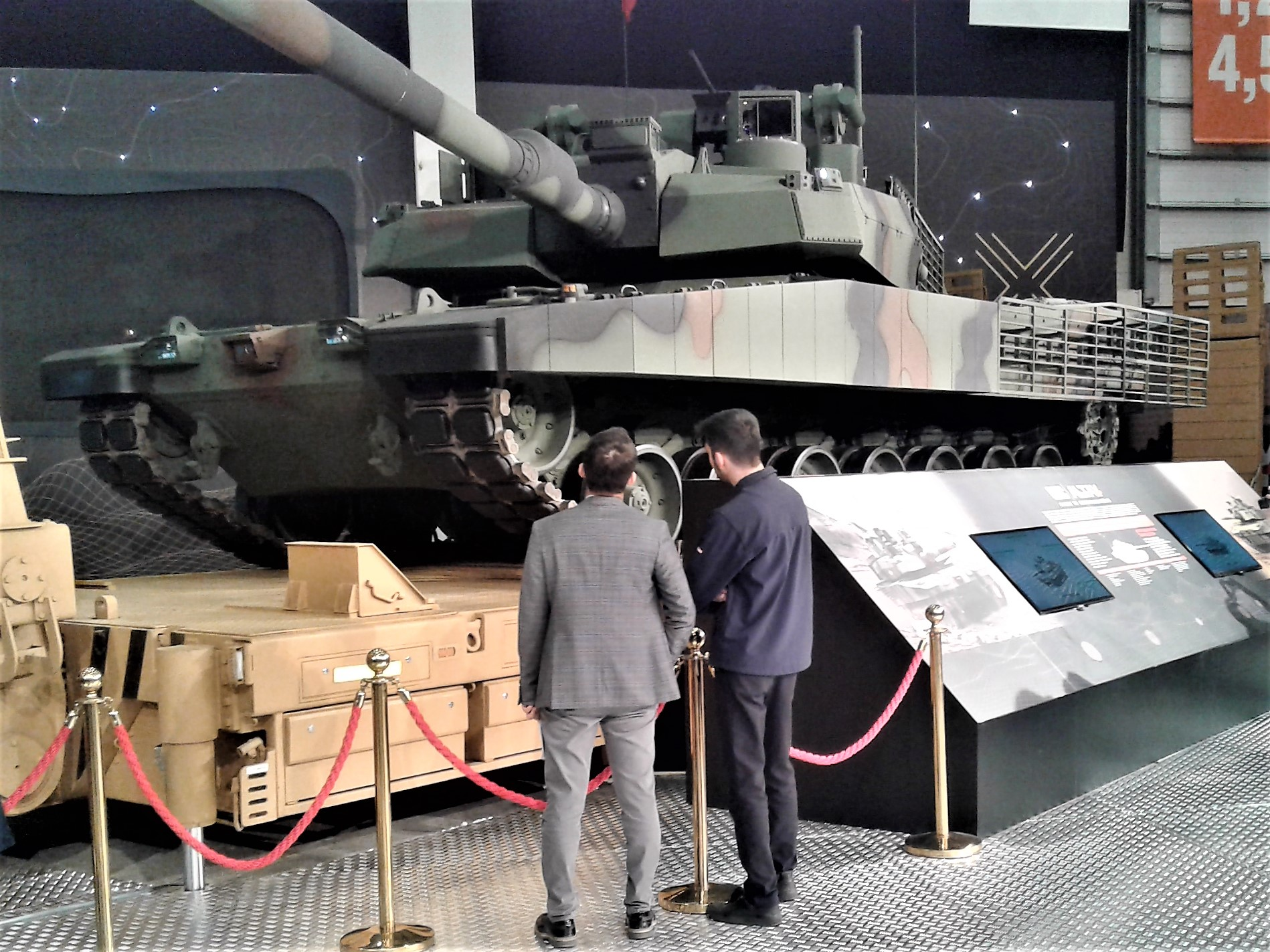
アルタイ（T1デモンストレーター）

- アルタイ T1 デモンストレーター …BMC製の試作車両で、特徴及びOtokar製PVとの相違点は以下の通り[55][56]
  - 動力源はPVに引き続きユーロパワーパック
  - 車体及び砲塔側面前半分にロケットサン製新型ERAないし空間装甲・パッシブ装甲、側面後部にBMC製スラットアーマーを装備
  - アセルサン製AKKORアクティブ防護システム装備
  - 17kwのAPU×2基を装備
  - RWSを搭載

- アルタイ T1 （Yeni Altay）

BMC社製初期量産型、250両製造予定
試作車両の各種サブシステムを一新するとともに、各種コンポーネントのトルコ内製化を進めた車両であり、Yeni Altay（新アルタイ）とも呼ばれる。T1デモンストレーターからの変更箇所は以下の通り
- 韓国製パワーパックを搭載[7][8][注 6]
- 減速機及びパワーパック冷却系をトルコ国産化
- パレット、ローター、弾薬ラック、潜望鏡、燃料・油圧ポンプ、偽装網、砲塔リングギアのトルコ国産化
- ロケットサン製新型受動装甲への換装[83]
- 新型火器管制システムの換装

- アルタイ T2 …T1の発展型であり、T1との相違点は以下の通り[注 7]
  - トルコ国産パワーパックである「BATU Power Group」の搭載を予定[20][21]
  - 受動装甲とERAを新型に換装、車体部弾薬庫を分割化、底部への脱出ハッチ追加による生存性の向上
  - レーザー誘導式Tanok砲発射ミサイルを装備

- アルタイ T3…アルタイT2のさらなる発展型で、主な仕様は下記の通り[73][78]
  - 自動装填装置付き無人砲塔
  - 大口径火砲の採用
  - 重量削減
  - 高機動性
  - 乗員保護カプセル
  - 高いパワーウェイトレシオの達成
  - UAVの運用
  - 誘導弾運用能力
  - デュアルUKSS
  - VRゴーグル
- アルタイ AHT（ (Asimetrik Harp Tankı) ）

市街地戦仕様（urban operations tank）のアルタイ戦車であり、2017年5月9～12日にイスタンブールにて開催されたIDEF17においてOtokar社が発表した。操縦手が操作できる障害排除用ドーザーブレードに加え、車体・砲塔側面にERA、車体後部にスラットアーマーを装備し防護力を強化している。また、砲塔後部に伸縮式マストに載せたEOS光学センサー、RWS、IEDジャマー、自動発射式発煙弾発射装置を備えている。

## 輸出
2013年4月、サウジアラビア陸軍の公式報告ではアルタイ主力戦車に関心を持つようになったことを示している。同年8月、オトカ社はアルタイ戦車77両のオマーンでの提供に努力していた。
IDEF-2013にて、アゼルバイジャン陸軍はアルタイ戦車への関心を明確にした。